# Shane Peacock
Shane Peacock   (Thunder Bay, 25 de febrer de 1957) és un escriptor canadenc,  autor de la col·lecció El Jove Sherlock Holmes i molts altres llibres, documentals i articles per a lectors joves i adults.

## Biografia
Shane Peacock prové de set generacions de canadencs que han viscut a l'àrea de Port Hope i Cobourg, l'escenari d'algunes de les seves històries.
Va néixer a Thunder Bay, Ontario, el 1957 i es va criar a Kapuskasing, al nord d'Ontario. Va estudiar a Kapuskasing District High School i a la Universidad de Trent a Peterborough, Ontario, on va rebre un B.A Honours en Literatura anglesa i història. Més tard, va estudiar amb el novel·lista Robertson Davies mentre finalitzava el seu M.A a la Universitat de Toronto.
Va començar la seva carrera d'escriptor com a periodista, publicant els seus treballs a revistes com Saturday Night Reader's Digest, i Sports Illustrated. Els seus temes reflectien el seu extraordinari interès en la gent que realitzava coses dramàtiques – colorits personatges amb una gran ambició i desig. Va fer perfils d'equilibristes de corda fluixa, lluitadors de sumo, estrelles de cinema, intèrprets freaks, genets de toros de rodeu i molts altres.
El seu llibre “The Great Farini”, publicat per Penguin Books Canadà, explora la vida d'un home de l'àrea de Port Hope que va travessar les Cascades del Niàgara amb una corda fluixa, va inventar l'home bala, va explorar el desert de Kalahari i va fer altres coses força remarcables. The Great Farini també va ser el tema d'una obra de teatre que va escriure pel 4th Line Theatre, una innovadora companyia de teatre d'exteriors que representava les obres als afores de Millbrook, Ontario. Allà va debutar el 1994, completant l'obra amb actuacions en directe d'un membre del Cirque du Soleil que caminava sobre una corda fluixa i altres espectacles de circ.
Peacock va continuar escrivint obres de teatre amb “The Devil and Joseph Scriven,” sobre la misteriosa vida i mort de l'escriptor del famós himne "What A Friend We Have In Jesus". En aquesta història va incloure baptismes en viu amb total immersió en un estanc, ofegaments i altres successos estranys. El 1996, Peacock va completar una quarta Line Trilogy amb una obra aclamada per la crítica sobre els espies canadencs, "The Art of Silent Killing”, on va incloure actors entrenats en expertes tècniques de combat mà a mà.
Shane va començar a escriure per televisió el 1999 amb el seu documental sobre Farini. Es deia “Dangerous Dreams”. Va ser produït per History Television com una season premiere per la sèrie “The Canadians”. Mostrava un passeig per la corda fluixa d'un amic seu, en Jay Cochrane, que va portar-se una càmera diminuta al pit durant la seva actuació i va disparar-la des d'una altura aterridora.
El 2001, el segon documental de Shane, “The Passion of Joseph Scriven”, també va ser emès per History Television. Al maig de 2004 va escriure i coproduir “Team Spirit”,que va aparèixer al CTV Television Network per a una àmplia audiència i reconeixement de la crítica, explicant-hi la tràgica i triomfant història dels jugadors de hockey de l'Inuit, Terence i Jordin Tootoo. El 2006, va escriure i editar “Exhibit Eh!: Exposing Canada,” la desena part d'una sèrie documental pel programa “Travel and Escape Network” de la CTV Television Network sobre dos homes estranys que busquen el passat del Canadà.
El 1999, Shane va escriure la seva primera novel·la infantil i juvenil anomenada
“The Mystery of Ireland's Eye.” Es basa en el viatge que va fer amb Kayak pel mar fins a arribar a un fantasmal poble d'una illa de la costa de Newfoundland.
La novel·la narra la història d'un noi de 12 anys, Dylan Maples, que aprèn la història del Canadà durant el curs d'una dramàtica aventura. El reconeixement de la crítica va convèncer a Peacock per crear una sèrie– The Dylan Maples Adventures. Cadascun dels quatre llibres porta a Dylan a una província canadenca diferent, on es veu envoltat de misteris i estranys successos en llocs esfereïdors.
El 2002, Penguin Books va publicar un llibre juvenil de Shane sobre el Primer Ministre canadenc i els pares de la Condereració Canadenca. Es va titular “Unusual heroes” i s'hi presentava el passat i el present dels líders canadencs en forma d'entreteniment.
A la tardor de 2007 Tundra Books va publicar “Eye of the Crow”, la novel·la juvenil subtitulada som “The Boy Sherlock Holmes: His First Case”. És la primera vegada que s'explica l'adolescència del detectiu més famós de tots els temps. Sherlock es veurà immers en la investigació del brutal assassinat d'una jove. La noia ha estat salvatgement apunyalada i abandonada enmig d'un bassal de sang, aparentment sense testimonis, al perillós barri de Whitechapel. El jove Sherlock es veurà estranyament empès a visitar l'escena del crim i es trobarà, de cop i sense voler-ho, molt més implicat en el cas del que s'esperava.
“Eye of the Crow” ha rebut importants premis internacionals de novel·la juvenil, entre els quals destaquen el Premi Arthur en la categoria de novel·la negra juvenil i la inclusió al top ten de llibres juvenils de misteri de l'American Library Association.
Shane ha estat convidat a molts actes per tot Canadà i els Estats Units, com el Blue Metropolis: El festival internacional de Montreal, Wordfest: The Banff / Calgary International Authors' Festival, The International Reading Association conference in Atlanta, The Vancouver Island Children's Book Festival, The Canadian Book Camp, Book Expo America, i The Canadian Children's Book Week tour. A més, ha aparegut a ràdio i televisió com la CBC, la CTV, i altres cadenes a tots dos països. Sovint intervé a convencions i escoles.

### Novel·les
The Boy Sherlock Holmes
- Eye of the Crow (2007) Publicat en català com a: L'ull del corb. Barcelona: Castellnou Edicions, 2010. (El Jove Sherlock Holmes) ISBN 978-84-89625-68-6.
- Death in the Air (2008) Publicat en català com a: Mort en l'aire'. Barcelona: Castellnou Edicions, 2010. (El Jove Sherlock Holmes) ISBN 978-84-89625-69-3.
- Vanishing Girl (2011) publicat en català com "La Noia Desapareguda"

The Dylan Maples Adventures
- The Mystery of Ireland's Eye (novel)|The Mystery of Ireland's Eye (1999)
- The Secret of the Silver Mines (novel)|The Secret of the Silver Mines (2001)
- Bone Beds of the Badlands (novel)|Bone Beds of the Badlands (2002)
- Monster in the Mountains (novel)|Monster in the Mountains (2003)

### Història
- The Great Farini:The High Wire Life of William Hunt (1995)
- Unusual Heroes (2002)

### Obres de teatre
- The Great Farini, 4th Line Theatre (1994)
- The Devil and Joseph Scriven, 4th Line Theatre (1999, 2000)
- The Art of Silent Killing, 4th Line Theatre (2006)